# Sassa (Gildapil)
Sassa (Sasa, Sasá) ist ein osttimoresischer Ort im Suco Gildapil (Verwaltungsamt Lolotoe, Gemeinde Bobonaro). Das Dorf liegt im Nordwesten der Aldeia Atos, auf einer Meereshöhe von 727 m, zwischen zwei Zuflüssen des Malibaca. Südlich befindet sich das Nachbardorf Atos, nach Norden führt eine Piste nach Masagel im Suco Saburai.
In Sassa befinden sich eine Kapelle und ein Friedhof.